# Carrie Acheson
Caroline „Carrie“ Acheson (geborene Barlow, * 11. September 1934 in Clonmel, County Tipperary, Irland; † 16. Januar 2023 in Waterford, Irland) war eine irische Politikerin der Fianna Fáil. Sie gehörte von Juni 1981 bis Februar 1982 dem Dáil Éireann, dem Unterhaus des irischen Parlaments, an.
Acheson arbeitete nach ihrer Schulzeit und des Studiums an der London School of Economics als Leitung im Familienunternehmen. 1974 wurde sie in den Tipperary County Council gewählt. Bei den Wahlen zum Dáil Éireann 1981 im Wahlkreis Tipperary South brachte sie als Teachta Dála (Abgeordnete) in den Dáil Éireann. Den Sitz verlor sie aber bereits bei den Wahlen im Februar 1982. 1980 wurde sie Bürgermeister (Mayor) von Clonmel.
Von 1981 bis 1984 war sie im Vorstand der Irischen Rotkreuz-Gesellschaft.
Acheson war mit Hugh Acheson verheiratet, mit dem sie einen Sohn hatte. Die Politikerin Tras Honan war ihre Schwester.